# Anna Degenová

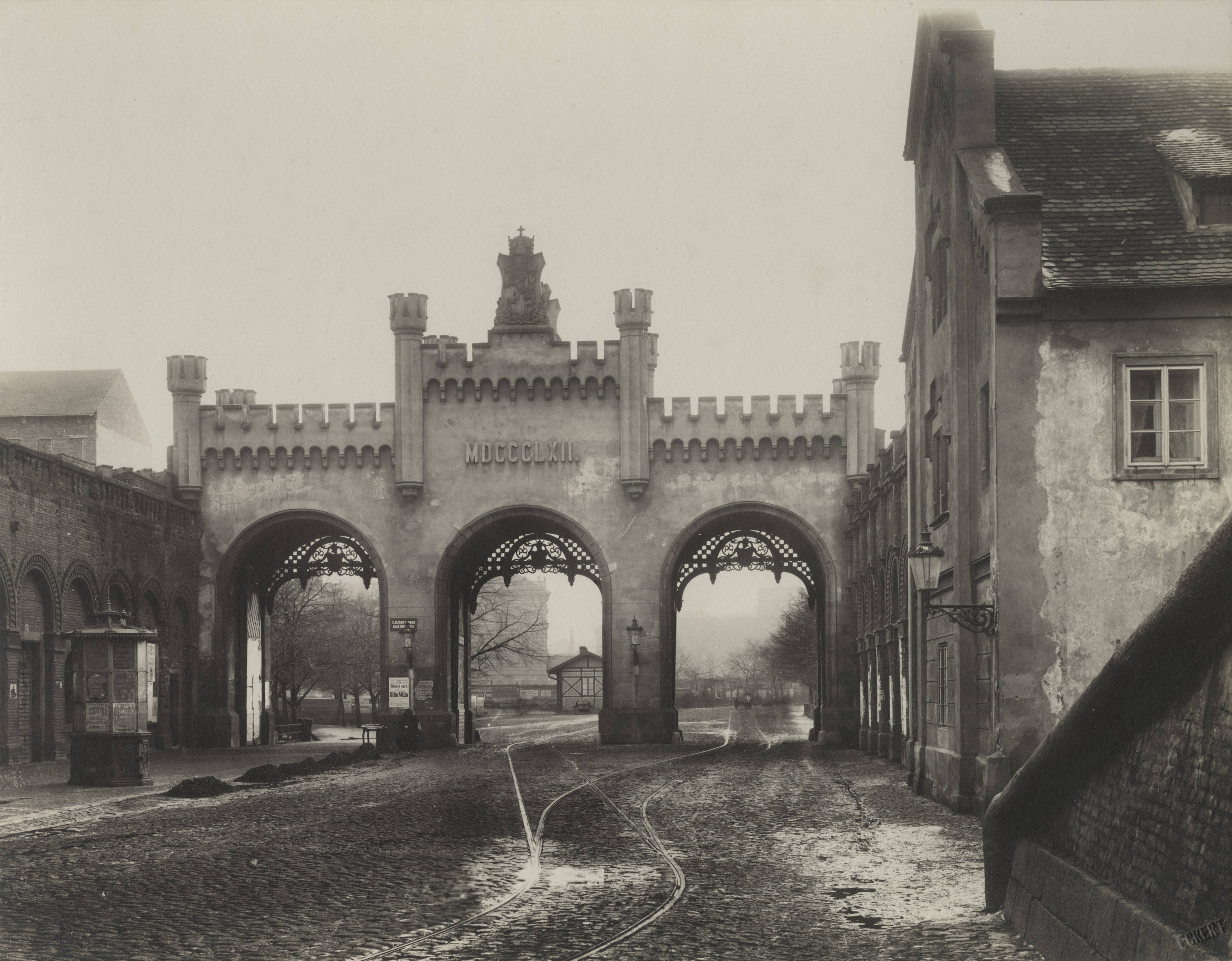
Nová Újezdská brána kolem roku 1890 (postavena 1862, zbořena 1891)

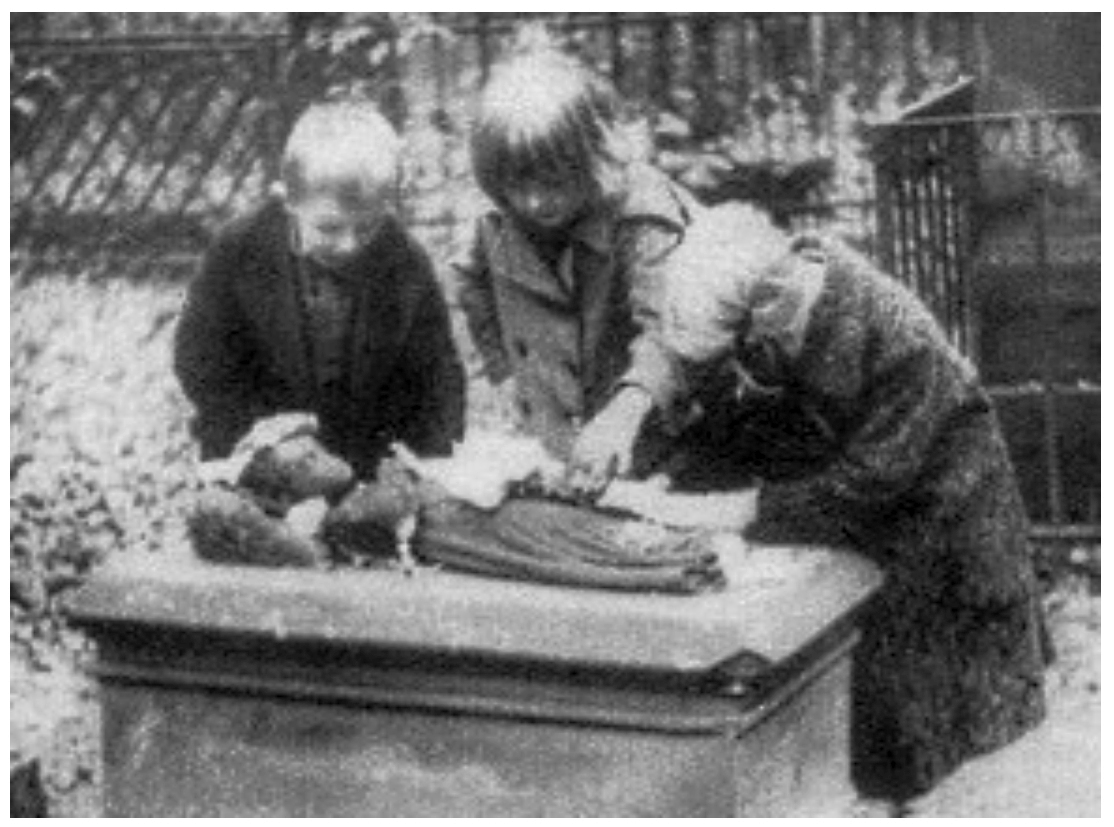
Děti u hrobu svaté holčičky Anny Degenové na Malostranském hřbitově v Praze

Anna Degenová (1848, Praha – 1851, Praha) byla dcerou c.k. strážmistra Augustina Degena a jeho manželky Anny povoláním nádenice, ale o jejím životě toho není známo mnoho. Kolem jejího krátkého života a nejspíše tragické smrti vznikla legenda, kterou zachytil a umělecky zpracoval v době protektorátního útlaku Čechů a Moravanů v pohádkovém příběhu Svatá holčička: dětská legenda spisovatel František Kožík. Jediná hmatatelná památka na Annu Degenovou se nachází na Malostranském hřbitově v podobě známého a veřejností hojně navštěvovaného náhrobku od českoněmeckého sochaře Josefa Maxe.

## Pověst
Do novorozeného děvčátka, které se právě chystalo přijít na svět ženě chudého muzikanta se omylem na nebesích vtělila duše nebeského anděla strážného. Příchod novorozené Anny na zem byl provázen zvláštními okolnostmi (září nebeské hvězdy, hudbou a náhle rozkvetlými stromy). Děti z okolí Újezdské brány byly sice vesměs všechny chudé, ale Anna byla jiná. Byla velice hodné dítě, nezlobila, neplakala, o svoje hračky se dělila s ostatními a nelhala. Ptactvo nebeské i ostatní živí tvorové ji milovali. Údajně rozuměla řeči zvířat a rostlin (znala účinky bylin), a protože všem kolem nezištně pomáhala, byla i značně oblíbena. Hrabě z paláce na Velkopřevorském náměstí na Malé Straně se s Annou setkal poprvé na Májové slavnosti na Malostranském hřbitově, oblíbil si ji a dokonce ji chtěl adoptovat, ale Anna to odmítla. Holčička navštěvovala nemocné děti a od ostatních lidí pak pro tyto děti vždy dostala jako zázrakem to, co v dané chvíli nejvíce potřebovaly (mouku, ovoce, teplejší houni, peřinku pod hlavu). Pod vlivem její nezištnosti začal v době epidemie v Praze pomáhat chudým a nemocným i zmíněný hrabě, který daroval vše, co holčička potřebovala, dokonce i léky. Za svoji obětavost si Anna vysloužila přezdívku svatá holčička.
Anna podarovávala (k nelibosti svých nebohatých rodičů) žebráky i zloděje vším, co doma našla, aby naplnila touhu pomáhat, kterou měla v srdci. Rodiče se právem obávali, že s narůstajícím věkem bude Aniččinu dobrou zneužívat více a více lidé. Už v takto nízkém věku lidé dobrotu jejího srdce často zneužívali a tak si Bůh nakonec její andělskou duši povolal zpět k sobě.
Jednoho dne si děvčátko hrálo se svou jedinou hadrovou panenkou u okna (ještě než ji předá chudé dívce ze sousedství). Schylovalo se k bouřce a náhle zavanul vítr, jenž se opřel do panenky. Hračka jí vyklouzla z ruky a jak se pro ni Anna vyklonila (ve snaze ji zachytit) ztratila rovnováhu a zřítila do ulice, kde dopadla na dlažbu a byla na místě mrtva. Osvobozený andělíček se tak mohl vrátit zpět do nebe, kam patřil.
Po smrti přísného hraběte z paláce na Velkopřevorském náměstí objevil jeho vnuk v závěti odkaz, na jehož základě pak nechal dívence vytesat náhrobek a děti z okolí k němu chodily s prosbami o pomoc, svatými obrázky nebo modlitbičkami, které psaly na lístečky a pokládaly na náhrobek. Matka Anny dlouho truchlila nad ztrátou své dcerky, až narození další holčičky Kateřiny ukončilo její trápení.
Traduje se, že i po své smrti „svatá holčička“ zachránila život několika sirotků a řádových sester ze sirotčince pod Petřínem. Jedna z chráněnek sirotčince v noci tajně opustila ústav, aby se na Malostranském hřbitově (u hrobu svaté holčičky) pomodlila za svoje uzdravení. Když byl její útěk prozrazen, vydaly se ji řádové sestry (spolu s dalšími dívkami) hledat právě v té době, co do budovy ústavu udeřil blesk a sirotčinec zachvátil mohutný požár v němž by pravděpodobně všechny sestry a jejich schovanky zahynuly.

## Hrob
Hrob svaté holčičky se nachází na Malostranském hřbitově za pomníkem biskupa a českého šlechtice Leopolda Leonarda z Thun-Hohensteinu na pravé straně od hlavní (centrální) hřbitovní cesty. V roce 1851 pro něj zhotovil působivý romantický náhrobek s plastikou dítěte českoněmecký sochař Josef Max. Plastika znázorňuje usmívající se ležící holčičku s rukama složenýma na prsou. Dívenka je oděna do dlouhého rubáše a pod hlavou má polštářek s ozdobnými střapci. Náhrobek je opatřen nepříliš dobře čitelným nápisem: „Anna Degenová (1848–1851) dcera c.k. strážmistra a nádenice“. Rodiče Anny Degenové jsou pochováni rovněž na Malostranském hřbitově v nedalekém hrobě s číslem 231. Náhrobek na Malostranském hřbitově je jen věrná kopie, dívenka je pod ním ale skutečně pohřbena. Originál náhrobku je umístěn v lapidáriu svatého Václava na pražském Vinohradském hřbitově.

## Odrazy v literatuře
Lidová legenda inspirovaná náhrobkem našla svůj odraz v roce 1873 v romanetu Sivooký démon spisovatele a novináře Jakuba Arbesa. O cca 70 let později (v roce 1942) tato lidová legenda (vztahující se k dětskému náhrobku) byla spisovatelem a autorem historických a biografických románů Františkem Kožíkem přetavena do podoby pohádkového příběhu nazvaného Svatá holčička. (Knížku vydalo Nakladatelství Rudolfa Kmocha v Praze.) V Kožíkově příběhu se dívka jmenuje Aninka Rubínová a narodila se do rodiny nemajetného hudebníka Rubína, který žil v chudém domku (příbytku) za Újezdskou branou na konci Malé Strany (v místech dnešní Karmelitské ulice)

## Galerie

Náhrobek Anny Degenové na Malostranském hřbitově
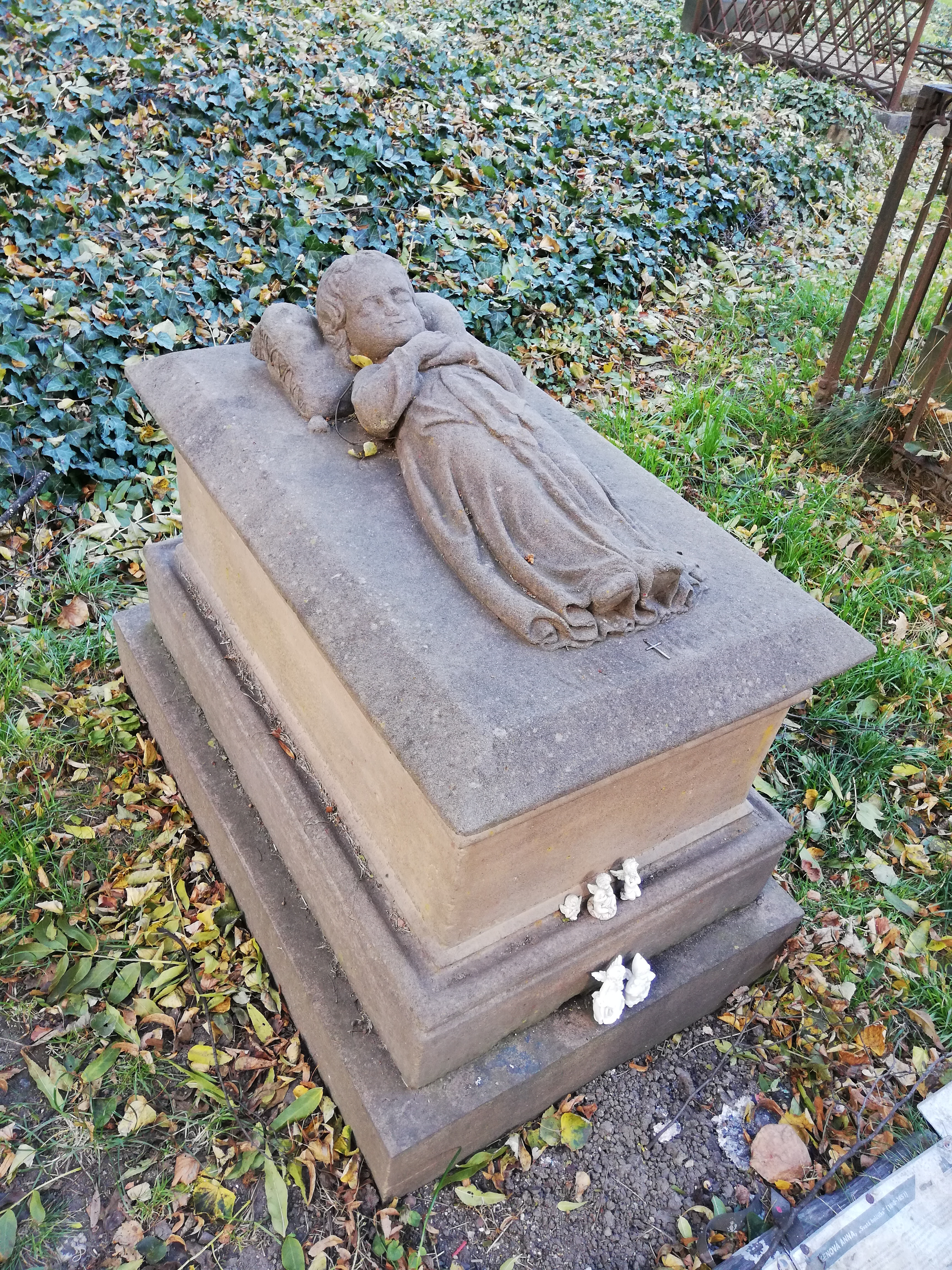
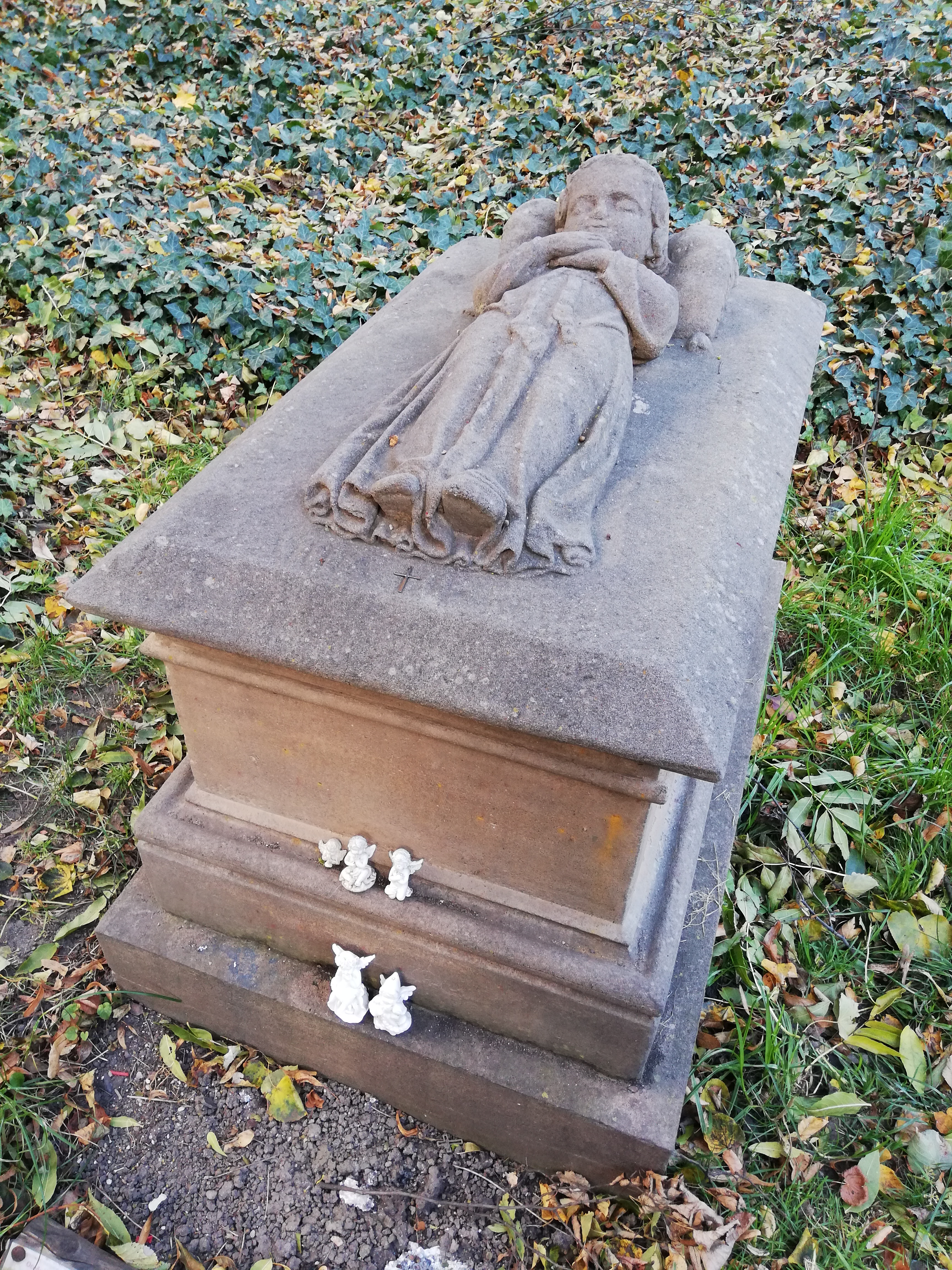
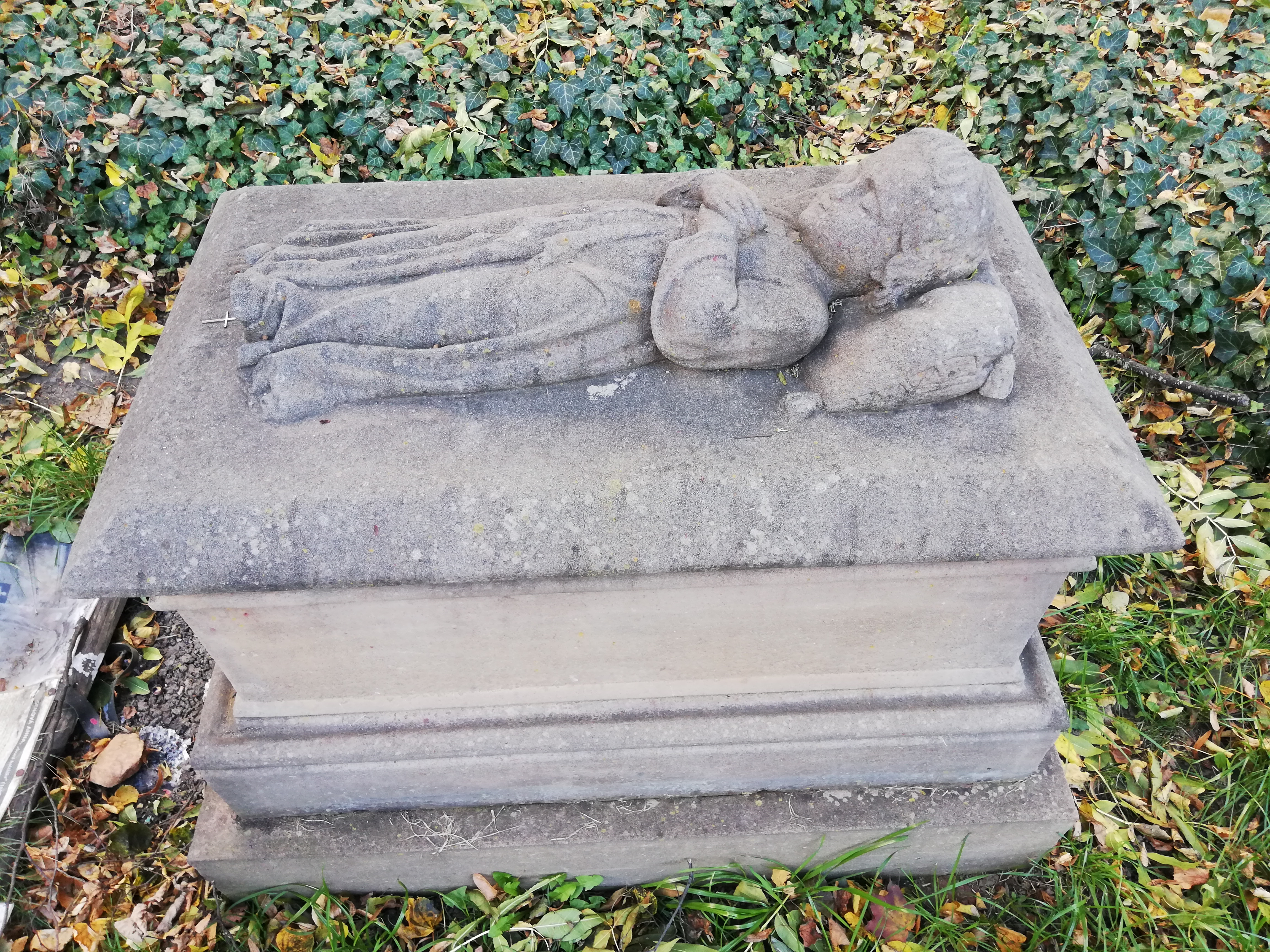
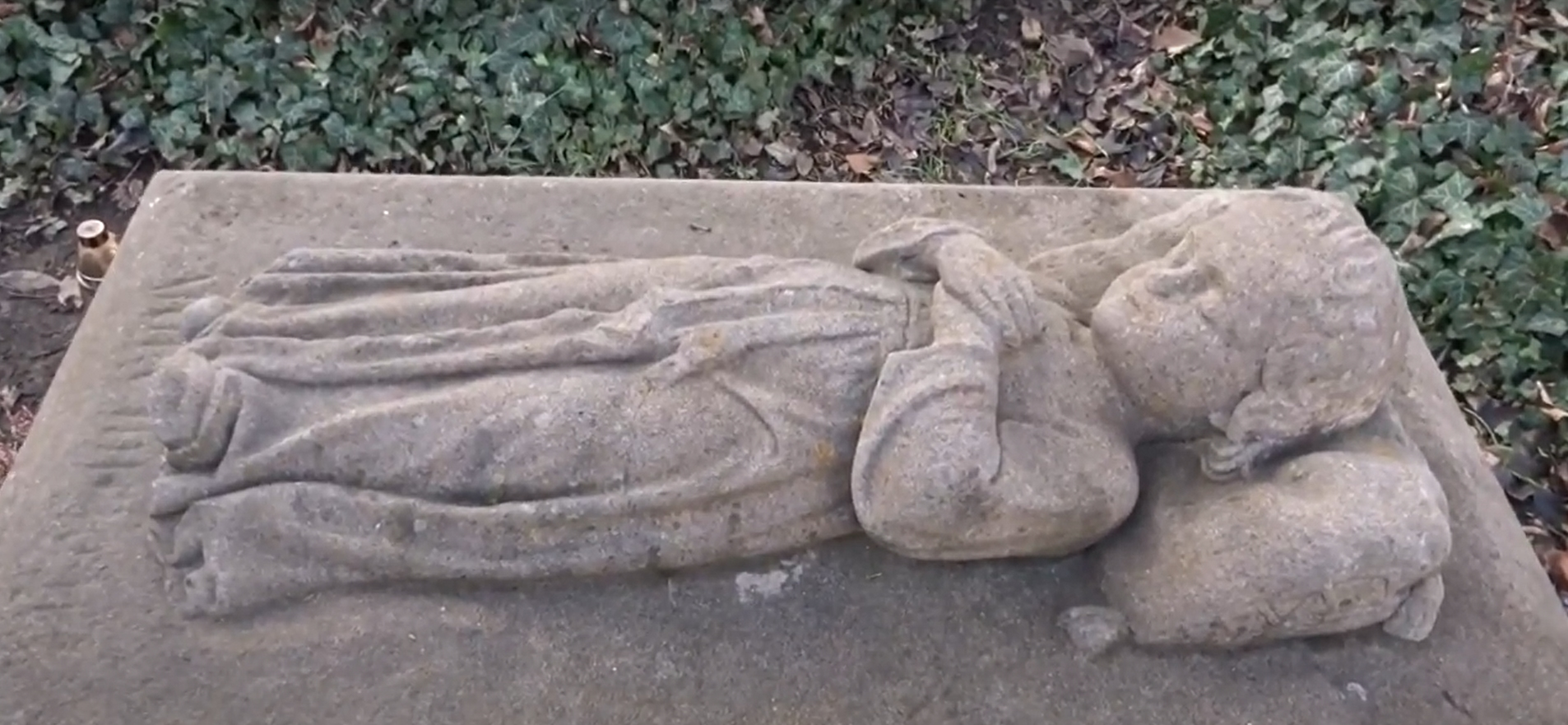
Detail plastiky